# Thyridanthrax decipulus
Thyridanthrax decipulus är en tvåvingeart som först beskrevs av Austen 1937.  Thyridanthrax decipulus ingår i släktet Thyridanthrax och familjen svävflugor. Inga underarter finns listade i Catalogue of Life.